# Mitoura octoscripta
Mitoura octoscripta är en fjärilsart som beskrevs av Buchholz 1951. Mitoura octoscripta ingår i släktet Mitoura och familjen juvelvingar. Inga underarter finns listade i Catalogue of Life.